# Christian Hessle (jurist)
Christian Ludvig Hessle, född den 12 oktober 1834 i Alingsås landsförsamling, Älvsborgs län, död den 19 juni 1907 i badorten Lyckorna, Göteborgs och Bohus län, var en svensk jurist. Han var son till Wolter Hessle. 
Hessle blev student vid Uppsala universitet 1854 och avlade examen till rättegångsverken där 1859. Han blev vice häradshövding 1861, var tillförordnad fiskal och adjungerad ledamot i Göta hovrätt 1867–1870 och blev assessor där 1870. Hessle var häradshövding i Askims, Västra och Östra Hisings samt Sävedals domsaga 1885–1904. Han blev riddare av Nordstjärneorden 1885 och kommendör av andra klassen av samma orden 1899.